# Basilico (album)
Basilico è un album in studio del gruppo musicale italiano Buio Pesto, pubblicato nel 2004.

## Descrizione
Il disco contiene canzoni inedite del gruppo con speciali partecipazioni, come quella di Elio e le Storie Tese in Capitan Baxeicò (Capitan Basilico, traccia 4), e di Marco Masini, in una rivisitazione dialettale della sua Perché lo fai (qui diventata Perché ti o fae).
In copertina, innumerevoli foglie di basilico campeggiano dietro la sagoma della Liguria, anch'essa colorata con il colore verde del popolare ortaggio.
Nel brano Pasiensa fa la sua comparsa il "Bandrillon", originale strumento a corde pizzicate ideato e brevettato dai Buio Pesto. L'album ha venduto 12,000 copie risultando il cd più venduto dalla band.

## Tracce
1. Rumenta – 4:23
2. I Mastrussi – 4:00
3. Dagghe de mascae – 5:43
4. Capitan Baxeicò – 3:34 – con Elio e le Storie Tese (sulla base di Shpalman® di Elio e le Storie Tese)
5. O Mugugno – 3:21
6. Scio mego – 3:22
7. Mia un po' – 3:35
8. Pasiensa – 2:13
9. Resato – 3:38
10. No ghe n'è – 4:24 – sulla base di Dragostea Din Tei degli O-Zone
11. Perché ti o fae – 4:24 – sulla base di Perché lo fai (con la partecipazione di Marco Masini)
12. Bagasciona – 2:39 – sulla base di My Sharona dei The Knack
13. Unn-a figgia – 4:19 – sulla base di Bitter Sweet Symphony dei Verve
14. Ancon d'assae – 3:34 – sulla base di Aserejé delle Las Ketchup
15. No se peu – 3:17 – sulla base di Lose Yourself di Eminem
16. O mae violin – 3:05 – sulla base di Rock On degli The Hunter
17. Tre parolle – 3:12 – sulla base di Tre parole di Valeria Rossi
18. Löa – 6:38
19. Inno Genovese – 1:31 – sulla base dell'Inno di Mameli
20. Disco Rumenta – 3:00 – versione remix di Rumenta

Durata totale: 73:52

## Formazione
- Massimo Morini – voce e tastiera
- Davide Ageno – chitarra e voce
- Nino Cancilla – basso
- Danilo Straulino – batteria
- Federica Saba – voce
- Massimo Bosso – testi e voce
- Maurizio Borzone – violino e voce